# König-Albert-Turm (Spiegelwald)
König-Albert-Turm – wieża widokowa w niemieckiej części Rudaw.

## Parametry
Wieża stoi na szczycie na Spiegelwald, na wysokości 728 m n.p.m. Platforma widokowa jest zlokalizowana na wysokości 31,5 metra. Jest to jedyna w Rudawach wieża widokowa wyposażona w windę. Mieści m.in. biuro informacji turystycznej. Bezpośrednio przy wieży funkcjonuje schronisko turystyczne Spiegelwaldbaude.

## Historia
Pomysł postawienia wieży pojawił się w 1878 w kręgach założonej w tym samym roku Erzgebirgszweigverein Schwarzenberg. 23 kwietnia 1879, z okazji urodzin króla saskiego, w ratuszu w Schwarzenbergu rozpoczęto dobrowolną zbiórkę, po której nastąpiły dalsze darowizny w celu zebrania niezbędnych funduszy na budowę. Kamień węgielny pod wieżę położono 9 lipca 1880. Otwarcie obiektu nastąpiło we wrześniu 1881. Wieża o wysokości 17 metrów została nazwana Wieżą Króla Alberta i kosztowała 4300 marek. W 1886 Erzgebirgszweigverein zbudowało obok wieży skromny schron turystyczny, a w 1903 wzniesiono murowany (szachulcowy) budynek Bergschänke i doprowadzono na szczyt elektryczność. W 1915 podwyższono wieżę do 20 metrów. 
Po zakończeniu II wojny światowej Erzgebirgszweigvereine rozwiązało się. Wieża i chata, które znajdują się na terenie miasta Grünhain, przeszły na prywatną własność. Wieża została zamknięta dla ruchu turystycznego w 1945. Restauracja była własnością prywatną i była otwarta dla wszystkich mieszkańców do 1960. W trakcie tworzenia rolniczych spółdzielni produkcyjnych właściciel (rolnik) sprzedał tę nieruchomość, która w latach 1960-1991 pozostawało na stanie studia telewizyjnego Berlin-Adlershof. Organizowano tu obozy letnie dla dzieci. Z uwagi na brak remontów i zły stan techniczny wieżę rozebrano w lutym 1967.
W pobliżu starej, zburzonej wieży wybudowano (na zlecenie ówczesnej SED) radiostację ufundowaną przez pocztę. Po zmianach politycznych w 1989 wieżę radiową przekazano Deutsche Post, która ją zamknęła. Mieszkańcy gminy Spiegelwald podejmowali w tym czasie działania mające na celu wzniesienie nowej wieży widokowej. 14 września 1998, po utworzeniu Towarzystwa Turystycznego Spiegelwald i po uzyskaniu dotacji, mogła rozpocząć się budowa nowego obiektu. Uroczystość zawieszenia wiechy odbyła się 2 lipca 1999, a otwarcie 3 grudnia 1999.

## Panorama
Panorama z wieży umożliwia widok na Fichtelberg i pasma górskie Vogtlandu. Na północy przy dobrej widoczności widać Góry Rochlitz, a przy bardzo dobrej widoczności sylwetkę Lipska.